# Min flicka bor i Wien
Min flicka bor i Wien är en tysk komedifilm från 1940 i regi av E.W. Emo och med manus av Fritz Koselka.

## Handling
Florian Klaghofers dotter har gift sig, något han inte är förtjust i. Han får skickat till sig en bild där hans dotter sitter i en stor lyxbil. I själva verket är dottern piga hos ett nygift par, och när fadern bestämmer sig för att hälsa på i Wien inleds en radda missförstånd.

## Rollista
- Hans Moser - Florian Klaghofer
- Hans Olden - Felix Fritsch
- Dorit Kreysler - Marga Fritsch
- Charlott Daudert - Ada de Niel
- Hedwig Bleibtreu - tante Ottile
- Annie Rosar - Kindermann
- Theodor Danegger - Theo Gerlach
- O.W. Fischer - Karl Ewald Hauser
- Anton Pointner - Ludwig Probst